# Hiadeľ
Hiadeľ (in tedesco Hödlerdorf, in ungherese Hédel) è un comune della Slovacchia facente parte del distretto di Banská Bystrica, nella regione omonima.

## Storia
Citato per la prima volta nel 1424 con il nome di Hedel, appartenne alla città di Slovenská Ľupča e fu un importante centro di estrazione dell'argento.